# Bozouls
Cet article possède un paronyme, voir Vesoul.
Bozouls (prononcé [bozul] ; Bòsols en occitan) est une commune française située dans le département de l'Aveyron, en région Occitanie.
Ses habitants sont les Bozoulais(es).
Le patrimoine architectural de la commune comprend quatre immeubles protégés au titre des monuments historiques : l'église Sainte-Fauste, classée en 1920, l'église Sainte-Fauste d'Aboul située dans le hameau du même nom, inscrite en 1987, le dolmen de la Fontaine-aux-Chiens, inscrit en 1994, et la grange monastique de Séveyrac, inscrite en 2003.

## Géographie

### Localisation et communes limitrophes
La commune de Bozouls se trouve au centre-nord du département de l'Aveyron
dans la petite région agricole des Grands Causses.
La commune de Bozouls, appelée parfois « la porte du Haut Rouergue », est vaste. Sa superficie avoisine les 7 000 hectares. Elle appartient, dans son ensemble, au Causse situé au nord de Rodez. Le bourg a la particularité de s’être construit autour d'un canyon naturel, creusé par la rivière du Dourdou et qui fait penser à un site naturel fortifié. L'habitat s'est développé au bord des parois vertigineuses et occupe également le long promontoire où se dresse l'église romane de Sainte-Fauste. Ce site classé Espace naturel sensible peut en effet, grâce à son abîme impressionnant, le Trou de Bozouls, revendiquer l’une des toutes premières places parmi les curiosités naturelles de la région.
Elle se situe à 23 km par la route de Rodez, préfecture du département, et à 17 km de Sébazac-Concourès, bureau centralisateur du canton de Causse-Comtal dont dépend la commune depuis 2015. La commune fait en outre partie du bassin de vie de Bozouls.
Les communes les plus proches sont : Bessuéjouls (6,2 km), Gabriac (6,2 km), Espalion (6,7 km), Rodelle (7,8 km), Sébrazac (7,9 km), Montrozier (8,7 km), Saint-Côme-d'Olt (9,0 km), Coubisou (9,2 km), Bertholène (9,6 km).

### Paysage et relief
Le village a été construit autour du méandre d'une petite rivière, le Dourdou. Cette rivière a creusé, dans la roche calcaire, une gorge en forme de fer à cheval de 400 m de diamètre et de 100 m de profondeur, en haut duquel une partie du village se trouve. Ce site est appelé le Trou de Bozouls.

### Hydrographie

#### Réseau hydrographique

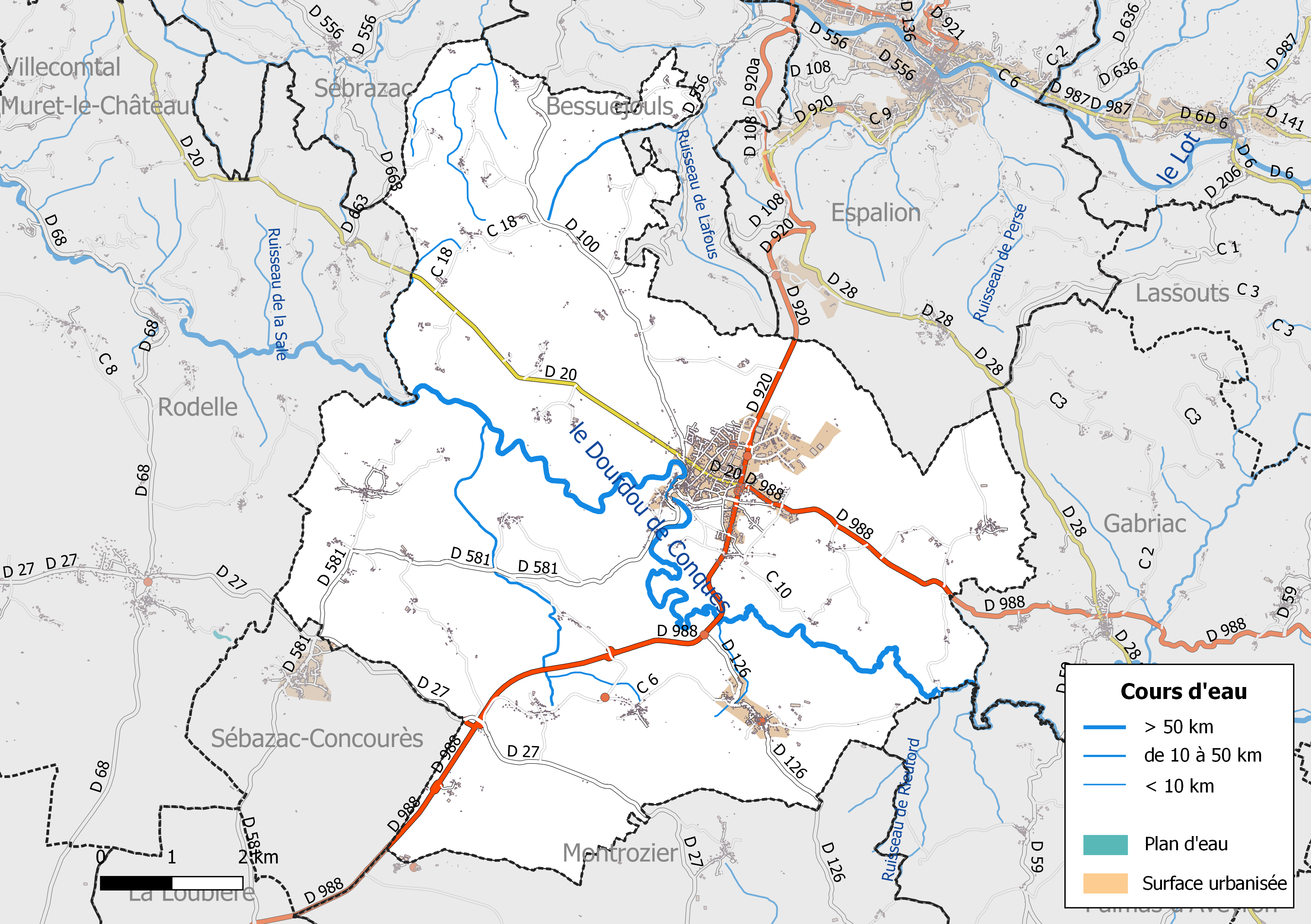
Réseaux hydrographique et routier de Bozouls.

La commune est drainée par le Dourdou de Conques, le ruisseau d'Astruges, le ruisseau de Gibrou, le ruisseau de Brieulac, le ruisseau de Farayroles, le ruisseau de Fignac, le ruisseau de Rieutord et par divers petits cours d'eau.
Le Dourdou de Conques, d'une longueur totale de 83,7 km, prend sa source dans la commune de Lassouts et se jette dans le Lot à Conques-en-Rouergue, après avoir arrosé 12 communes.

#### Gestion des cours d'eau
La gestion des cours d’eau situés dans le bassin de l’Aveyron est assurée par l’établissement public d'aménagement et de gestion des eaux (EPAGE) Aveyron amont, créé le 1er janvier 2017, en remplacement du syndicat mixte du bassin versant Aveyron amont,,.

### Climat
Pour des articles plus généraux, voir Climat de l'Occitanie et Climat de l'Aveyron.
En 2010, le climat de la commune est de type climat océanique altéré, selon une étude s'appuyant sur une série de données couvrant la période 1971-2000. En 2020, Météo-France publie une typologie des climats de la France métropolitaine dans laquelle la commune est exposée à un climat de montagne et est dans la région climatique Sud-est du Massif Central, caractérisée par une pluviométrie annuelle de 1 000 à 1 500 mm, minimale en été, maximale en automne.
Pour la période 1971-2000, la température annuelle moyenne est de 11 °C, avec une amplitude thermique annuelle de 15,9 °C. Le cumul annuel moyen de précipitations est de 1 115 mm, avec 12,3 jours de précipitations en janvier et 6,8 jours en juillet. Pour la période 1991-2020 la température moyenne annuelle observée sur la station météorologique la plus proche, située sur la commune de Saint-Côme-d'Olt à 9 km à vol d'oiseau, est de 12,5 °C et le cumul annuel moyen de précipitations est de 951,5 mm,. Pour l'avenir, les paramètres climatiques de la commune estimés pour 2050 selon différents scénarios d’émission de gaz à effet de serre sont consultables sur un site dédié publié par Météo-France en novembre 2022.

### Milieux naturels et biodiversité

#### Sites Natura 2000

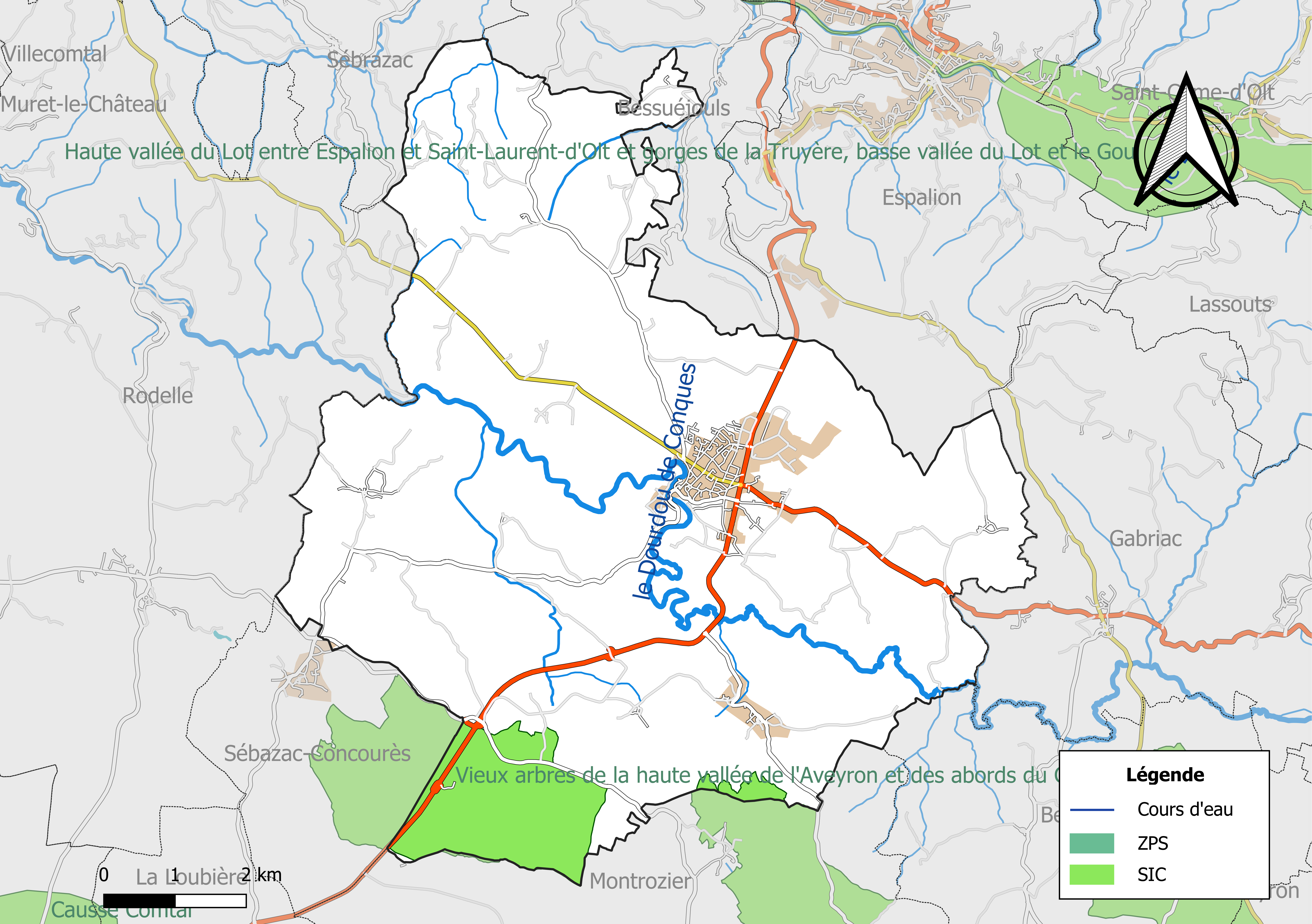
Sites Natura 2000 sur le territoire communal.

Le réseau Natura 2000 est un réseau écologique européen de sites naturels d’intérêt écologique élaboré à partir des Directives « Habitats » et « Oiseaux ». Ce réseau est constitué de Zones spéciales de conservation (ZSC) et de Zones de protection spéciale (ZPS). Dans les zones de ce réseau, les États Membres s'engagent à maintenir dans un état de conservation favorable les types d'habitats et d'espèces concernés, par le biais de mesures réglementaires, administratives ou contractuelles.
Un site Natura 2000 a été défini sur la commune au titre de la « directive Habitats ».
Les « Vieux arbres de la haute vallée de l'Aveyron et des abords du Causse Comtal », d'une superficie de 1 630 ha, est un secteur à très large dominance bocagère comprenant un réseau dense de haies et de bosquets riches en vieux arbres, riche par la présence de nombreux coléoptères dont Osmoderma eremita, de loin la plus grosse population connue en Midi-Pyrénées.

#### Zones naturelles d'intérêt écologique, faunistique et floristique
L’inventaire des zones naturelles d'intérêt écologique, faunistique et floristique (ZNIEFF) a pour objectif de réaliser une couverture des zones les plus intéressantes sur le plan écologique, essentiellement dans la perspective d’améliorer la connaissance du patrimoine naturel national et de fournir aux différents décideurs un outil d’aide à la prise en compte de l’environnement dans l’aménagement du territoire.
Le territoire communal de Bozouls comprend quatre ZNIEFF de type 1, :
- l'« Agrosystème de Grioudas » (335,4 ha)[23] ;
- les « Bois et pelouses d'Envaux » (60,2 ha)[24] ;
- le « Causse Comtal, bois de Vaysettes et de la Cayrousse » (1 796 ha)[25] ;
- la « Vallée du Dourdou à Bozouls » (163,6 ha)[26] ;

et deux ZNIEFF de type 2, :
- le « Causse comtal » (13 496 ha), qui s'étend sur 9 communes[27] ;
- la « Vallée du Dourdou » (5 964 ha), qui s'étend sur 16 communes de l'Aveyron[28].

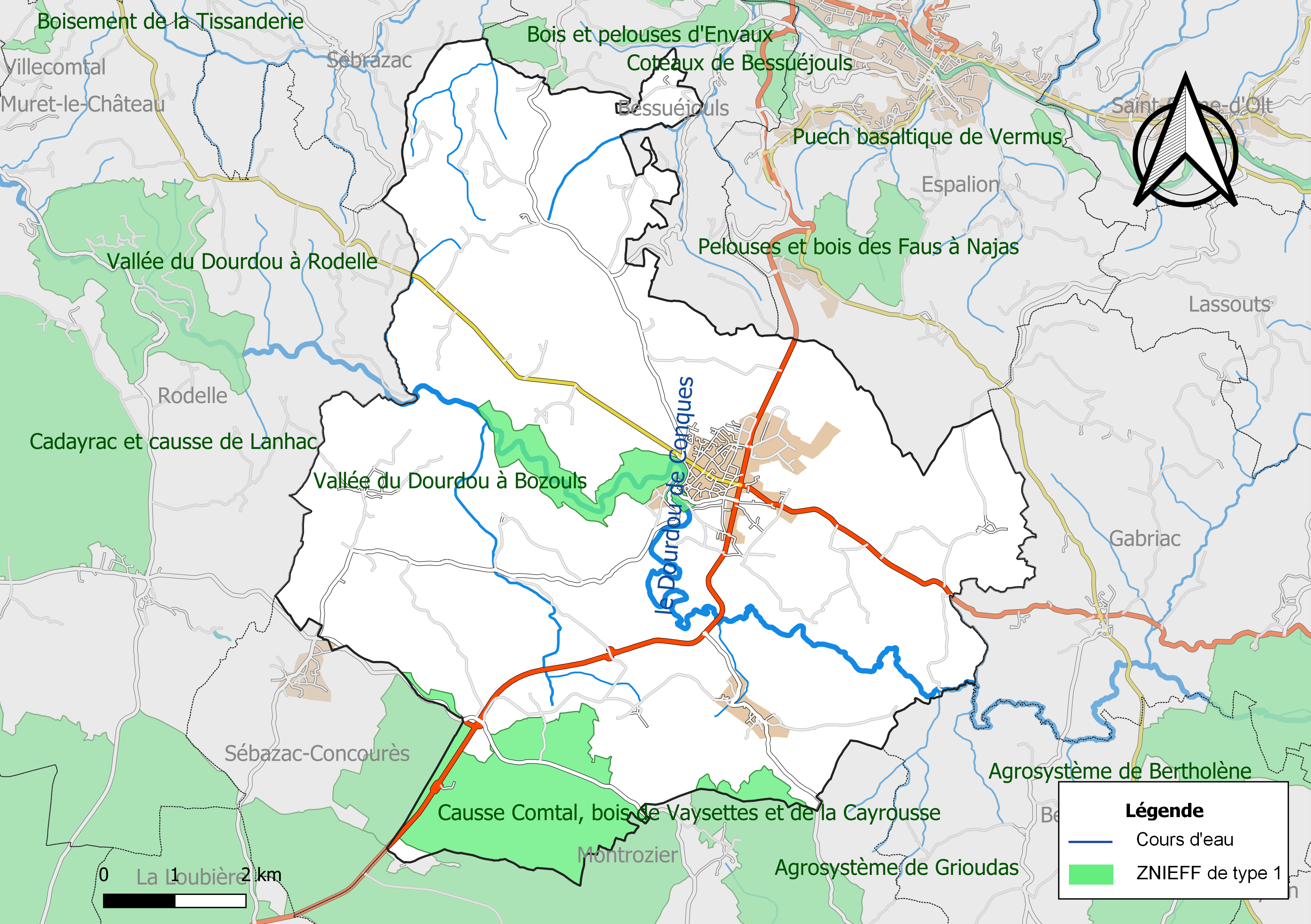
Carte des ZNIEFF de type 1 de la commune.
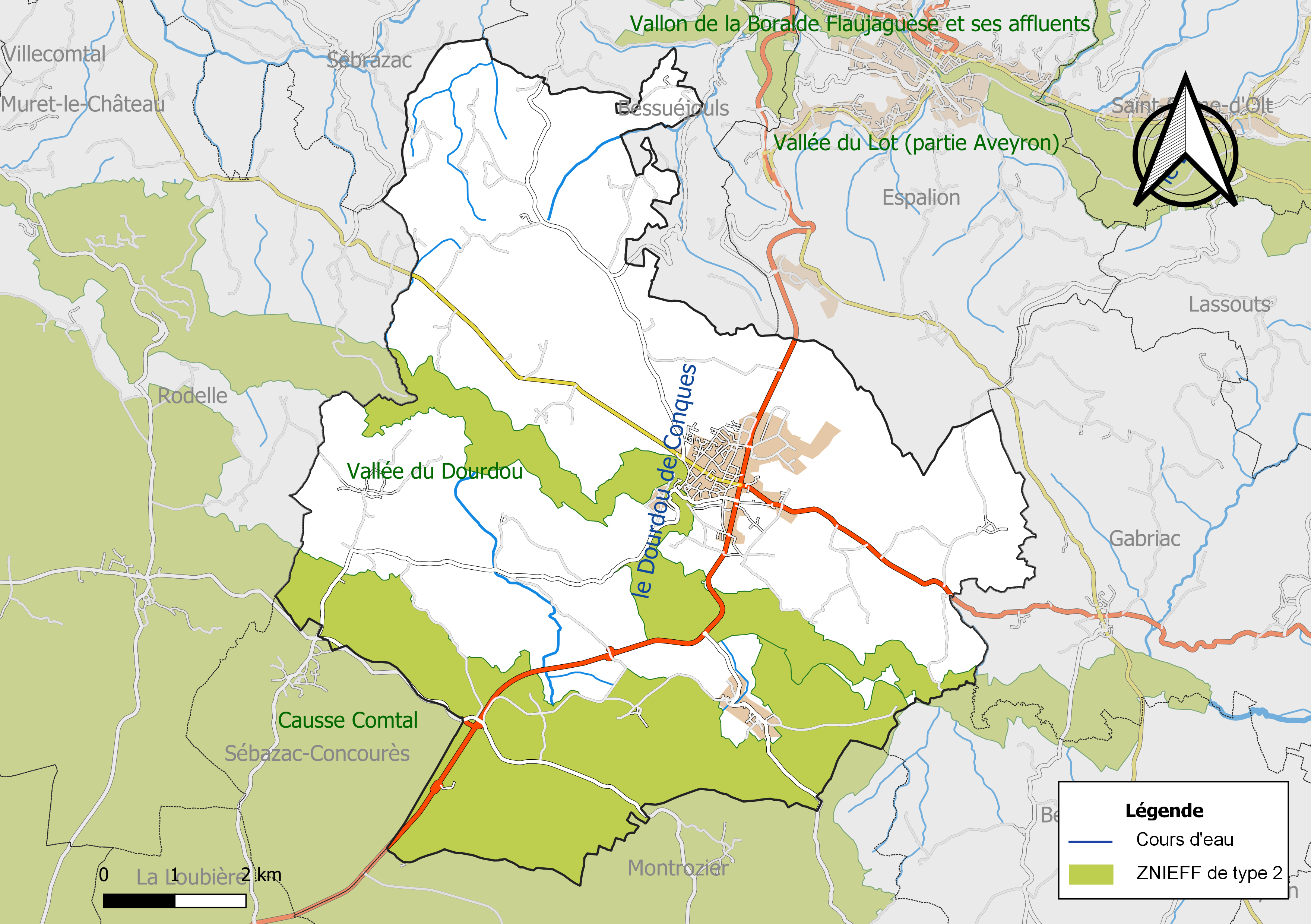
Carte des ZNIEFF de type 2 de la commune.

## Urbanisme

### Typologie
Au 1er janvier 2024, Bozouls est catégorisée bourg rural, selon la nouvelle grille communale de densité à 7 niveaux définie par l'Insee en 2022.
Elle est située hors unité urbaine. Par ailleurs la commune fait partie de l'aire d'attraction de Rodez, dont elle est une commune de la couronne,. Cette aire, qui regroupe 68 communes, est catégorisée dans les aires de 50 000 à moins de 200 000 habitants,.

### Occupation des sols

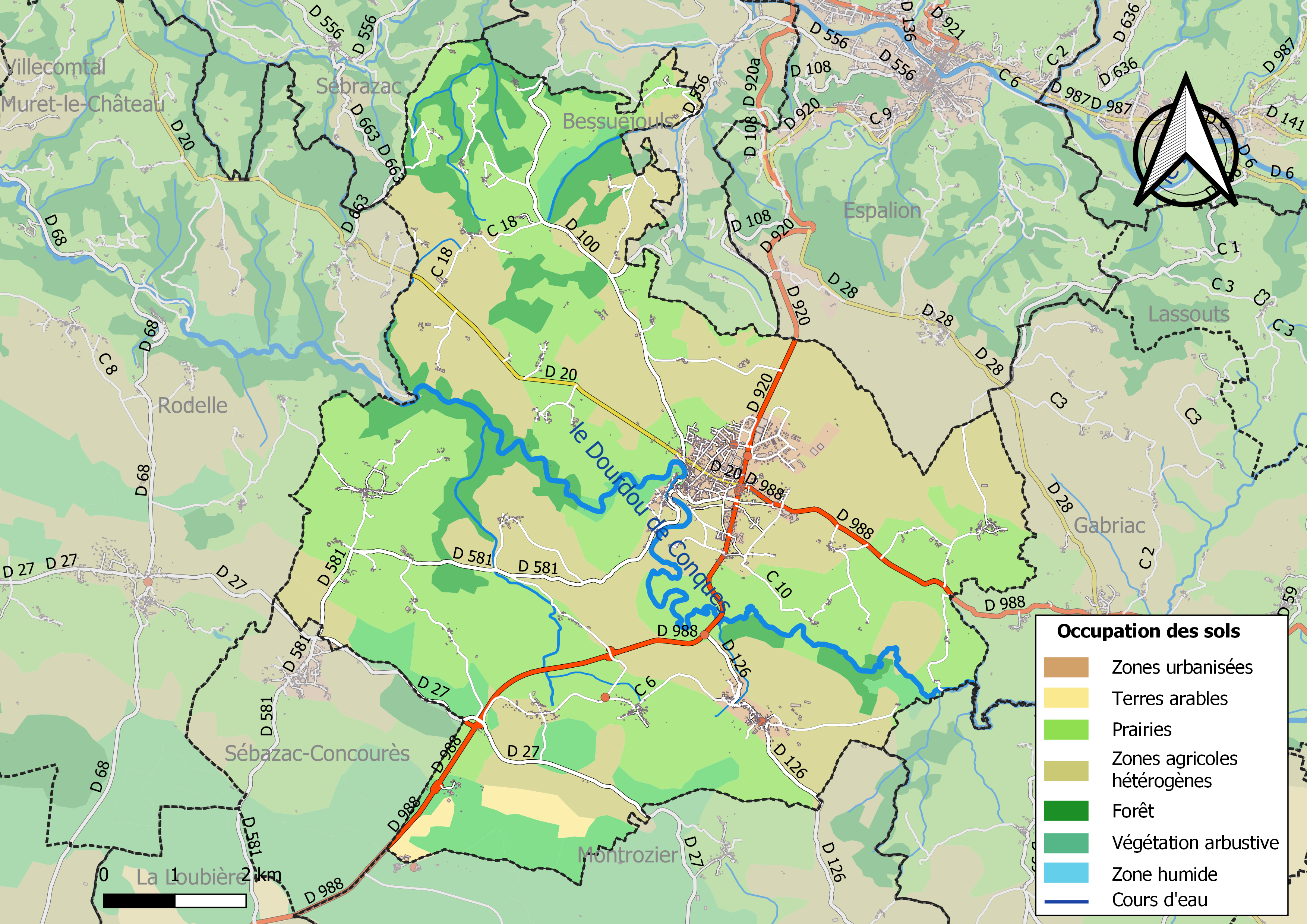
Infrastructures et occupation des sols de la commune de Bozouls.

L'occupation des sols de la commune, telle qu'elle ressort de la base de données européenne d’occupation biophysique des sols Corine Land Cover (CLC), est marquée par l'importance des territoires agricoles (79,8 % en 2018), en diminution par rapport à 1990 (81,2 %). La répartition détaillée en 2018 est la suivante :
prairies (40,2 %), zones agricoles hétérogènes (38,4 %), forêts (9,2 %), milieux à végétation arbustive et/ou herbacée (7,4 %), zones urbanisées (2,6 %), terres arables (1,3 %), zones industrielles ou commerciales et réseaux de communication (1 %).

### Planification
La commune disposait en 2017 d'un plan local d'urbanisme en révision. Le zonage réglementaire et le règlement associé peuvent être consultés sur le Géoportail de l'urbanisme.

### Hameaux

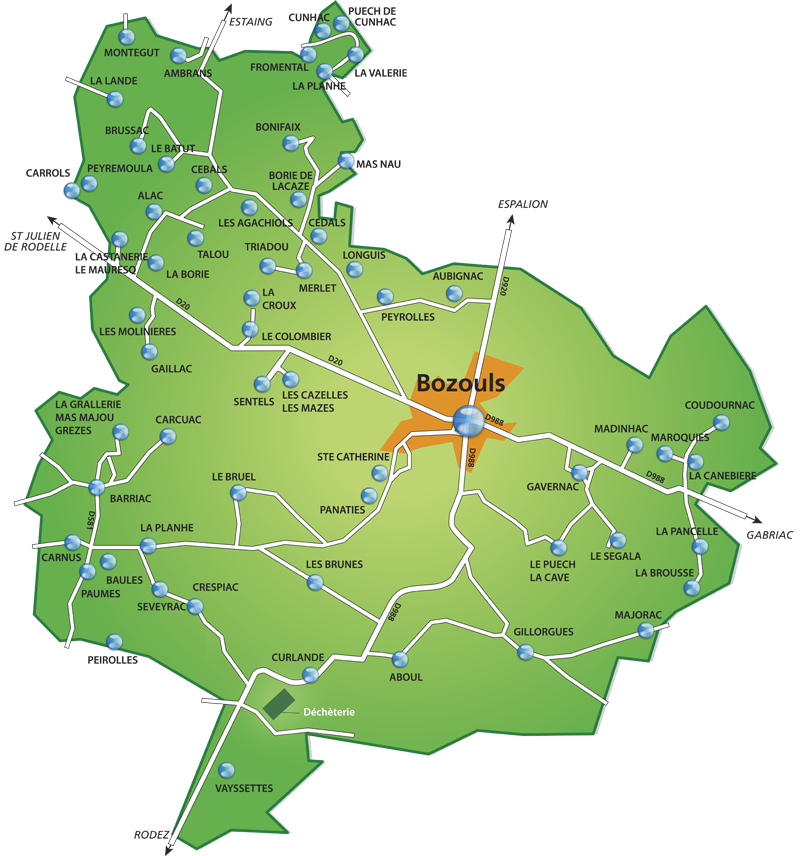
Commune de Bozouls

Le territoire communal compte de nombreux villages :
- Aboul, ancien prieuré de Saint-Jean Baptiste dépendant de l'abbaye de Vabres, rattaché au XIIe à la commanderie des Hospitaliers des Canabières. Église romane (XIIe) avec clocher (remonté vers 1878) à la croisée du transept. Curieuses colonnes géminées dans le chœur. Portail avec chapiteaux à entrelacs et main bénissante au-dessus. Ancienne dévotion à saint Jean-Baptiste. À proximité, ancien château des commandeurs : édifice de la Renaissance avec tourelle en poivrière. Seigneurie de Louis de Rieu (1604), puis des Campselves. Passage de la draille de Rodez.
- Alac, massif de basalte. Petite exploitation de phosphorite, qui n'eut pas de suites (XIXe). Dolmens ;
- Aubignac, domaine de la commanderie du Temple d'Espalion. Les Bessière-Bastide en furent les fermiers au début du XVIIIe siècle C'était sous la Révolution la plus grande ferme du district de Rodez. Elle devint la propriété des Passelac (général d'Empire, sous-préfet d'Espalion), qui y construisirent un château. Dolmens dans les environs.
- Barriac, prieuré de Saint-Pierre-ès-liens, donné en 1318 à l'archidiacre de Conques. Église reconstruite en 1877 par Vanginot. Grotte dans les environs.
- Le Bruel, grande ferme du XVIIIe siècle avec tour de la Renaissance. Seigneurie des Méjanès au XVIIIe.
- Les Brunes, petit château de J.G. Bonenfan (1789) agrandi au XIXe.
- Brussac, prieuré de Saint-Vincent, à la nomination de l’évêque (XIIe). Seigneurie de la famille Brussac (XIIe-XVe), puis de la famille de Glandière, acheté en 1960 par Raymond Jouery, marchand. Grosse tour.
- Le Colombier, domaine des Ursulines d'Espalion à la fin du XVIIIe. Puis demeure de la famille Boisse, en partie construite par Adolphe Boisse, géologue et député, auteur de l'Esquisse géologique du département de l'Aveyron, et par son fils, le contre-amiral Emile Boisse de Black (1848-1926).
- Curlande anciennement Turlande, seigneurie de la famille Goudal de la Pradelle (1649-XVIIIe siècle).
- Gavernac, village natal des frères Denys Puech (1854-1942), directeur de la Villa Médicis de 1921 à 1933, et Louis Puech. Passage de la draille d'Espalion à Rodez.
- Gillorgues, prieuré de Saint-Amans, à la nomination de l’évêque. La paroisse s'étendait sur l'actuelle commune de Montrozier. Seigneurie du comte de Rodez ;
- Mas-Majou ; résidence d'une branche de la famille de Roquefeuil (XVIIIe) ;
- Les Molinières ; beaux bâtiments et tours construits en 1632. Demeure des familles d'Alboy, puis Jouery et des Fleyres (XVIIe-XVIIIe). Chapelle domestique fondée en 1624. Le lieu relevait de la paroisse de Sainte-Eulalie ;
- Peyrolles, tour de quatre étages. Résidence de la famille de Peyrolles (XIIIe-XIVe), puis de la famille de Fleyres (XVIIe-XVIIIe), puis de la famille de Thezan. Lieu de naissance du général Passelac. Chapelle domestique fondée en 1654.
- Puech del Jou, massif volcanique avec vestiges gallo-romains. Jou pourrait rappeler le nom de Jupiter (Podium Jovis) ;
- Séveyrac, grange forte de l'abbaye de Bonneval (XVe siècle) au bord de la grande draille des transhumants. Elle fut donnée à l'abbaye par les comtes de Rodez. Les Frayssinous en furent fermiers à la fin du XVIIIe siècle La grange et le domaine furent vendus comme Bien National en 1792. J.-B. Frayssinous les racheta. Chapelle domestique ;
- La Viguerie ; découverte en janvier 1958 de la statue d'un personnage gaulois au torque.

### Risques majeurs
Le territoire de la commune de Bozouls est vulnérable à différents aléas naturels : inondations, climatiques (hiver exceptionnel ou canicule), feux de forêts et séisme (sismicité faible).

Il est également exposé à un risque technologique, le transport de matières dangereuses, et à un risque particulier, le risque radon,.

#### Risques naturels

Zones inondables de la commune de Bozouls.

Certaines parties du territoire communal sont susceptibles d’être affectées par le risque d’inondation par débordement du Dourdou de Conques. Les dernières grandes crues historiques, ayant touché plusieurs parties du département, remontent aux 3 et 4 décembre 2003 (dans les bassins du Lot, de l'Aveyron, du Viaur et du Tarn) et au 28 novembre 2014 (bassins de la Sorgues et du Dourdou). Ce risque est pris en compte dans l'aménagement du territoire de la commune par le biais du Plan de prévention du risque inondation (PPRI) du bassin du « Dourdou de Conques Amont», approuvé le 27 octobre 2014.
Le Plan départemental de protection des forêts contre les incendies découpe le département de l’Aveyron en sept « bassins de risque » et définit une sensibilité des communes à l’aléa feux de forêt (de faible à très forte). La commune est classée en sensibilité faible.
Les mouvements de terrains susceptibles de se produire sur la commune sont soit des mouvements liés au retrait-gonflement des argiles, soit des effondrements liés à des cavités souterraines. Le phénomène de retrait-gonflement des argiles est la conséquence d'un changement d'humidité des sols argileux. Les argiles sont capables de fixer l'eau disponible mais aussi de la perdre en se rétractant en cas de sécheresse. Ce phénomène peut provoquer des dégâts très importants sur les constructions (fissures, déformations des ouvertures) pouvant rendre inhabitables certains locaux. La carte de zonage de cet aléa peut être consultée sur le site de l'observatoire national des risques naturels Géorisques. Une autre carte permet de prendre connaissance des cavités souterraines localisées sur la commune.

#### Risques technologiques
Le risque de transport de matières dangereuses sur la commune est lié à sa traversée par une route à fort trafic. Un accident se produisant sur une telle infrastructure est en effet susceptible d’avoir des effets graves au bâti ou aux personnes jusqu’à 350 m, selon la nature du matériau transporté. Des dispositions d’urbanisme peuvent être préconisées en conséquence.

#### Risque particulier
Dans plusieurs parties du territoire national, le radon, accumulé dans certains logements ou autres locaux, peut constituer une source significative d’exposition de la population aux rayonnements ionisants. Toutes les communes du département sont concernées par le risque radon à un niveau plus ou moins élevé. La commune de Bozouls est classée à risque moyen à élevé.

## Histoire

### Préhistoire et Antiquité

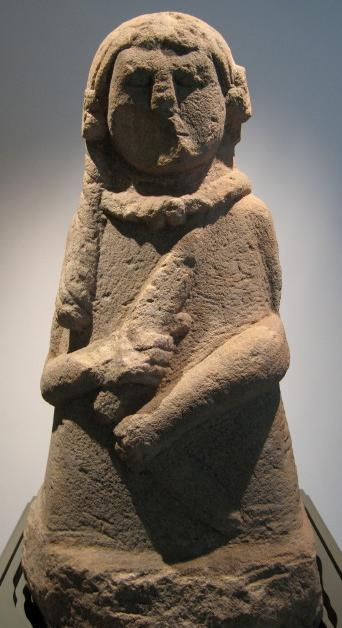
Divinité au torque et au poignard, dite « dieu de Bozouls »

L'occupation préhistorique fut dense : le Causse Comtal parait être une des régions de France où la densité des dolmens est la plus forte[réf. souhaitée]. Leur présence autour de la draille confirme l'ancienneté de cette voie. L'occupation romaine fut également très forte : seize noms en "ac" au moins dans la commune de Bozouls, les vestiges affleurent dans toute la région.
La forme ancienne du nom est Baodone puis Boazon, prononcée Bouozou[réf. nécessaire]. Bozouls est un ancien oppidum placé sur un promontoire aux falaises verticales, dans une boucle du Dourdou : les restes d'un ancien mur, fait de blocs cyclopéens montrent bien que le promontoire sur lequel s'élève l'église Sainte-Fauste était barré. Au-dessous se trouve le fameux abîme, dit le Trou de Bozouls. Une statue de personnage gaulois trouvée près de la Viguerie, en 1958, suffirait à prouver, s'il était nécessaire, que l'installation de l'homme en ces lieux est ancienne.

## Politique et administration

### Découpage territorial
La commune de Bozouls est membre de la communauté de communes Comtal Lot et Truyère, un établissement public de coopération intercommunale (EPCI) à fiscalité propre créé le 1er janvier 2017 dont le siège est à Espalion. Ce dernier est par ailleurs membre d'autres groupements intercommunaux.
Sur le plan administratif, elle est rattachée à l'arrondissement de Rodez, au département de l'Aveyron et à la région Occitanie. Sur le plan électoral, elle dépend du canton du Causse-Comtal pour l'élection des conseillers départementaux, depuis le redécoupage cantonal de 2014 entré en vigueur en 2015, et de la première circonscription de l'Aveyron pour les élections législatives, depuis le dernier découpage électoral de 2010.

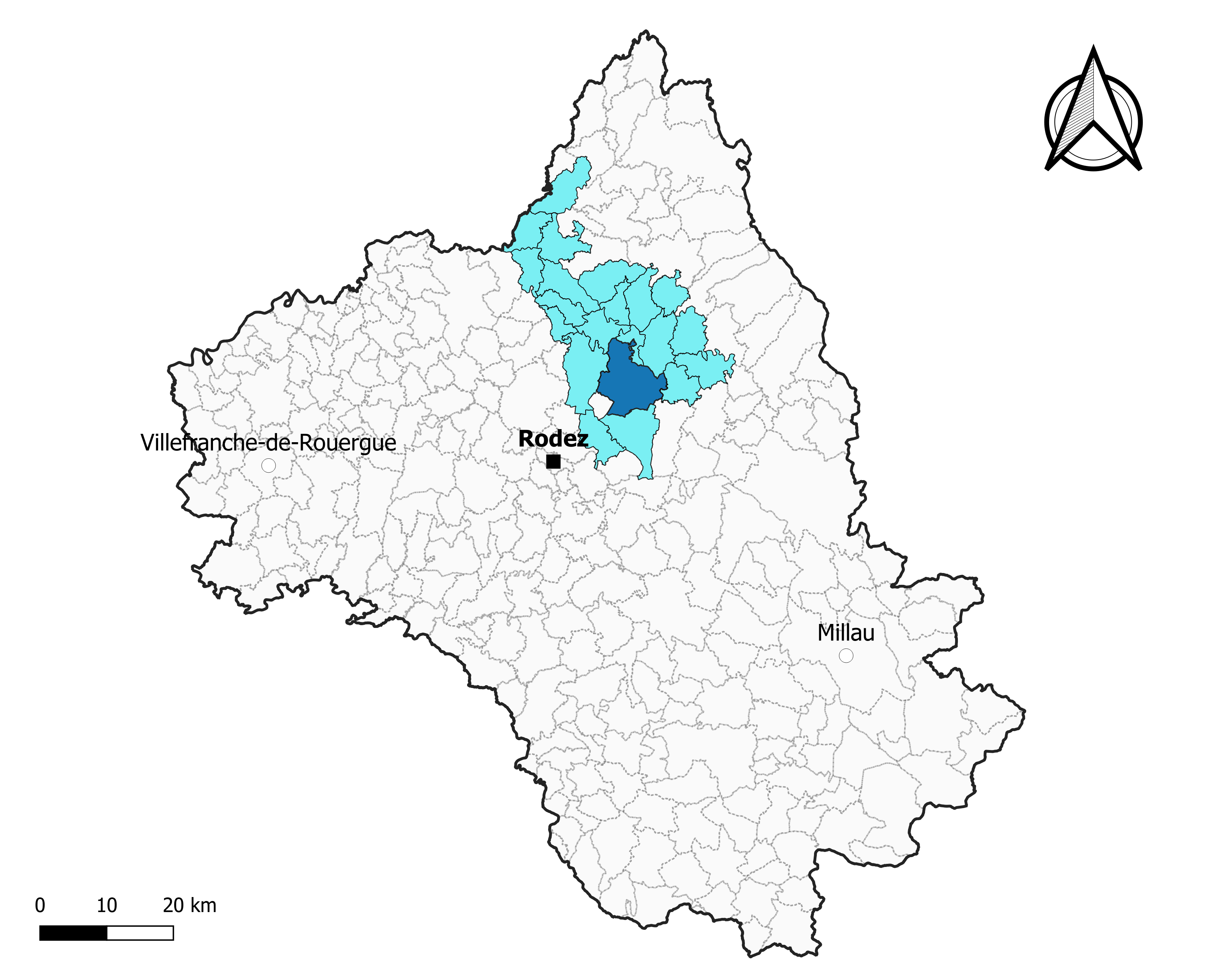
Bozouls dans l'intercommunalité en 2020.
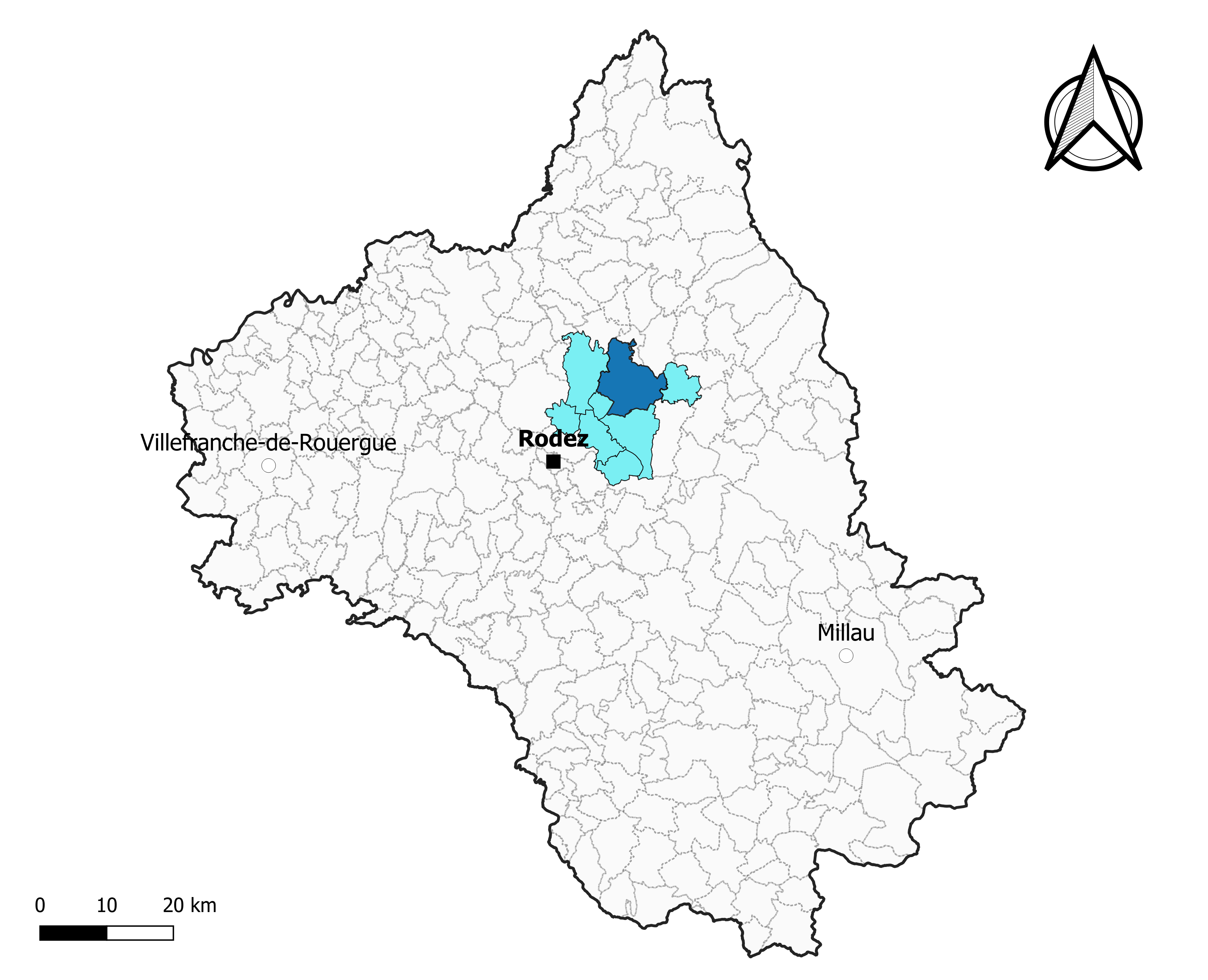
Bozouls dans le canton du Causse-Comtal en 2020.
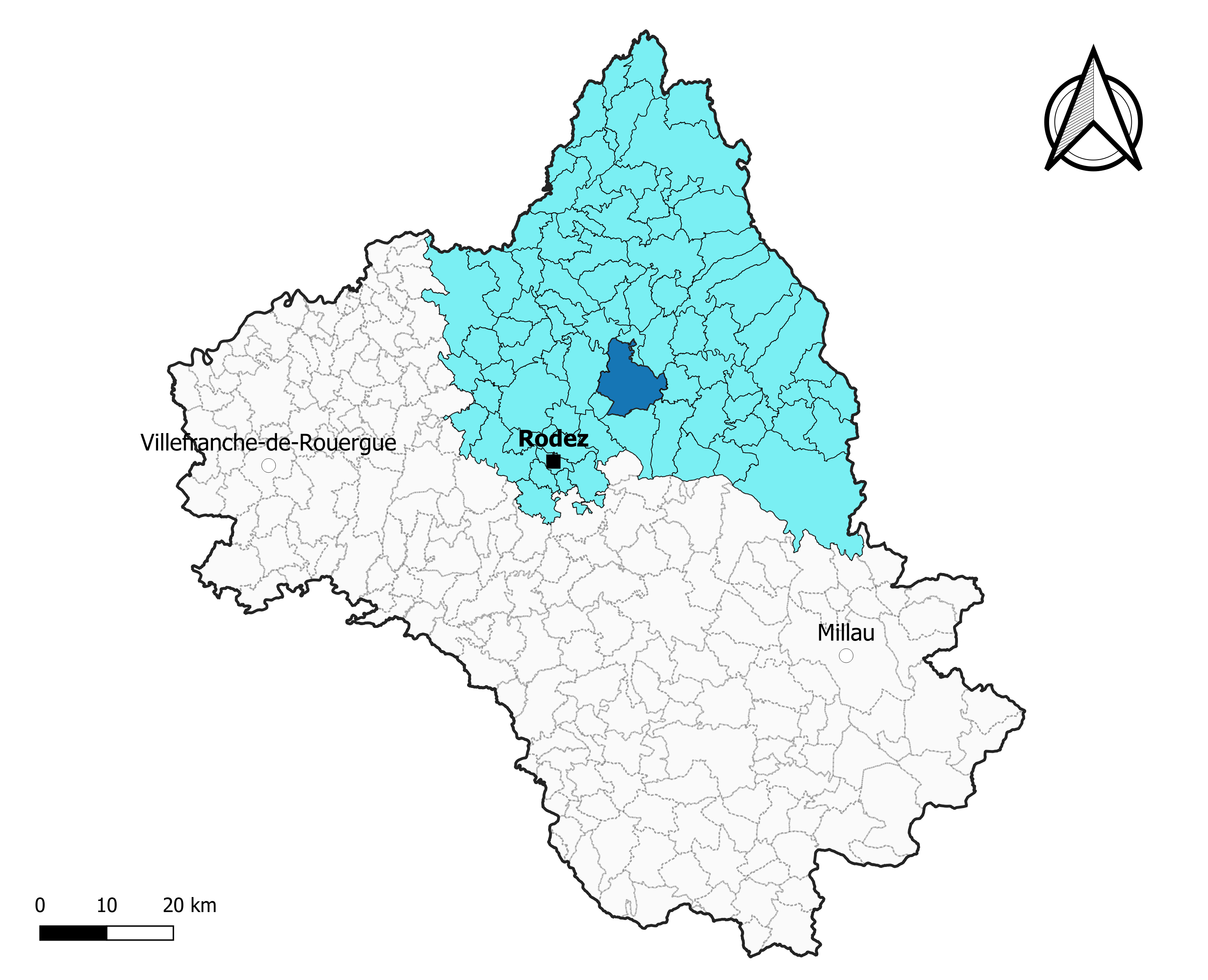
Bozouls dans l'arrondissement de Rodez en 2020.

### Élections municipales et communautaires

#### Élections de 2020
| Tête de liste        | Suffrages | Pourcentage | CM | CC |
| -------------------- | --------- | ----------- | -- | -- |
| Jean-Luc Calmelly    | 1 005     | 79,19 %     | 21 | 6  |
| Jean-Paul Cabanettes | 264       | 20,8 %      | 2  | 0  |

Le conseil municipal de Bozouls, commune de plus de 1 000 habitants, est élu au scrutin proportionnel de liste à deux tours (sans aucune modification possible de la liste), pour un mandat de six ans renouvelable. Compte tenu de la population communale, le nombre de sièges à pourvoir lors des élections municipales de 2020 est de 23. Les vingt-trois conseillers municipaux sont élus au premier tour avec un taux de participation de 55,34 %, se répartissant en vingt et un issus de la liste conduite par Jean-Luc Calmelly et deux issus de celle de Jean-Paul Cabanettes.
Jean-Luc Calmelly, maire sortant, est réélu pour un nouveau mandat le 28 mai 2020.
Les six sièges attribués à la commune au sein du conseil communautaire de la communauté de communes Comtal Lot et Truyère sont alloués à la liste de Jean-Luc Calmelly.

#### Liste des maires
| Période                                  | Période  | Identité            | Étiquette | Qualité |
| ---------------------------------------- | -------- | ------------------- | --------- | --- |
| 1900                                     | 1908     | Pierre Vieillescaze |           | |
| 1908                                     | 1935     | Paul Causse         |           | |
| 1935                                     | 1945     | Eugène Vieillescaze |           | |
| 1945                                     | 1964     | Arsène Ratier       |           | |
| 1964                                     | 1995     | André Baudon        | UDF       | Maire - Conseiller Général de l'Aveyron |
| 1995                                     | 2008     | Gérard Descrozaille |           | Maire - Notaire - Vice-président de Communauté de communes de Bozouls Comtal - Président de l'Association Départementale des Maires de l’Aveyron |
| 2008                                     | En cours | Jean-Luc Calmelly,  |           | Ancien cadre |
| Les données manquantes sont à compléter. |          |                     |           | |

## Démographie
L'évolution du nombre d'habitants est connue à travers les recensements de la population effectués dans la commune depuis 1793. Pour les communes de moins de 10 000 habitants, une enquête de recensement portant sur toute la population est réalisée tous les cinq ans, les populations de référence des années intermédiaires étant quant à elles estimées par interpolation ou extrapolation. Pour la commune, le premier recensement exhaustif entrant dans le cadre du nouveau dispositif a été réalisé en 2006.

En 2022, la commune comptait 3 006 habitants, en évolution de +6,29 % par rapport à 2016 (Aveyron : +0,37 %, France hors Mayotte : +2,11 %).
| 1793  | 1800  | 1806  | 1821  | 1831  | 1836  | 1841  | 1846  | 1851  |
| ----- | ----- | ----- | ----- | ----- | ----- | ----- | ----- | ----- |
| 2 601 | 2 306 | 2 703 | 2 566 | 2 876 | 2 855 | 2 586 | 2 597 | 2 771 |

| 1856  | 1861  | 1866  | 1872  | 1876  | 1881  | 1886  | 1891  | 1896  |
| ----- | ----- | ----- | ----- | ----- | ----- | ----- | ----- | ----- |
| 2 599 | 2 612 | 2 577 | 2 511 | 2 558 | 2 486 | 2 515 | 2 302 | 2 250 |

| 1901  | 1906  | 1911  | 1921  | 1926  | 1931  | 1936  | 1946  | 1954  |
| ----- | ----- | ----- | ----- | ----- | ----- | ----- | ----- | ----- |
| 2 121 | 1 972 | 1 904 | 1 722 | 1 792 | 1 812 | 1 759 | 1 623 | 1 511 |

| 1962  | 1968  | 1975  | 1982  | 1990  | 1999  | 2006  | 2011  | 2016  |
| ----- | ----- | ----- | ----- | ----- | ----- | ----- | ----- | ----- |
| 1 616 | 1 701 | 1 817 | 2 032 | 2 060 | 2 329 | 2 723 | 2 752 | 2 828 |

| 2021  | 2022  | - | - | - | - | - | - | - |
| ----- | ----- | - | - | - | - | - | - | - |
| 2 978 | 3 006 | - | - | - | - | - | - | - |

## Économie

### Revenus
En 2018 (données Insee publiées en septembre 2021), la commune compte 1 259 ménages fiscaux, regroupant 2 877 personnes. La médiane du revenu disponible par unité de consommation est de 22 140 € (20 640 € dans le département). 50 % des ménages fiscaux sont imposés ( % dans le département).

### Emploi
| Division       | 2008  | 2013  | 2018  |
| -------------- | ----- | ----- | ----- |
| Commune        | 3,8 % | 4 %   | 5,8 % |
| Département    | 5,4 % | 7,1 % | 7,1 % |
| France entière | 8,3 % | 10 %  | 10 %  |

En 2018, la population âgée de 15 à 64 ans s'élève à 1 746 personnes, parmi lesquelles on compte 81,1 % d'actifs (75,3 % ayant un emploi et 5,8 % de chômeurs) et 18,9 % d'inactifs,. Depuis 2008, le taux de chômage communal (au sens du recensement) des 15-64 ans est inférieur à celui de la France et du département.
La commune fait partie de la couronne de l'aire d'attraction de Rodez, du fait qu'au moins 15 % des actifs travaillent dans le pôle,. Elle compte 1 543 emplois en 2018, contre 1 448 en 2013 et 1 631 en 2008. Le nombre d'actifs ayant un emploi résidant dans la commune est de 1 338, soit un indicateur de concentration d'emploi de 115,3 % et un taux d'activité parmi les 15 ans ou plus de 60,2 %.
Sur ces 1 338 actifs de 15 ans ou plus ayant un emploi, 594 travaillent dans la commune, soit 44 % des habitants. Pour se rendre au travail, 85,5 % des habitants utilisent un véhicule personnel ou de fonction à quatre roues, 0,5 % les transports en commun, 7,1 % s'y rendent en deux-roues, à vélo ou à pied et 6,8 % n'ont pas besoin de transport (travail au domicile).

### Activités hors agriculture

#### Secteurs d'activités
290 établissements sont implantés à Bozouls au 31 décembre 2019. Le tableau ci-dessous en détaille le nombre par secteur d'activité et compare les ratios avec ceux du département,.
| Secteur d'activité                                                                                        | Commune | Commune | Département |
| Secteur d'activité                                                                                        | Nombre  | %       | %           |
| --- | ------- | ------- | ----------- |
| Ensemble                                                                                                  | 290     | 100 %   | (100 %)     |
| Industrie manufacturière, industries extractives et autres                                                | 65      | 22,4 %  | (17,7 %)    |
| Construction                                                                                              | 37      | 12,8 %  | (13 %)      |
| Commerce de gros et de détail, transports, hébergement et restauration                                    | 62      | 21,4 %  | (27,5 %)    |
| Information et communication                                                                              | 7       | 2,4 %   | (1,5 %)     |
| Activités financières et d'assurance                                                                      | 16      | 5,5 %   | (3,4 %)     |
| Activités immobilières                                                                                    | 10      | 3,4 %   | (4,2 %)     |
| Activités spécialisées, scientifiques et techniques et activités de services administratifs et de soutien | 37      | 12,8 %  | (12,4 %)    |
| Administration publique, enseignement, santé humaine et action sociale                                    | 36      | 12,4 %  | (12,7 %)    |
| Autres activités de services                                                                              | 20      | 6,9 %   | (7,8 %)     |

Le secteur de l'industrie manufacturière, des industries extractives et autres est prépondérant sur la commune puisqu'il représente 22,4 % du nombre total d'établissements de la commune (65 sur les 290 entreprises implantées à Bozouls), contre 17,7 % au niveau départemental.

#### Entreprises
Les cinq entreprises ayant leur siège social sur le territoire communal qui génèrent le plus de chiffre d'affaires en 2020 sont :
- Edokial - Edk, traitement de données, hébergement et activités connexes (42 057 k€)
- Roziere, fabrication de charpentes et d'autres menuiseries (19 201 k€)
- Merico Delta Print - MDP, autre imprimerie (labeur) (17 777 k€)
- Fidelem, fabrication de meubles de cuisine (12 242 k€)
- Stratagem - Fim, fabrication de meubles de cuisine (11 468 k€)

### Agriculture
La commune est dans les Grands Causses, une petite région agricole occupant le sud-est du département de l'Aveyron. En 2020, l'orientation technico-économique de l'agriculture sur la commune est l'élevage de bovins, pour la viande.
|               | 1988  | 2000  | 2010  | 2020  |
| ------------- | ----- | ----- | ----- | ----- |
| Exploitations | 133   | 105   | 97    | 75    |
| SAU (ha)      | 6 407 | 6 665 | 6 350 | 5 953 |

Le nombre d'exploitations agricoles en activité et ayant leur siège dans la commune est passé de 133 lors du recensement agricole de 1988 à 105 en 2000 puis à 97 en 2010 et enfin à 75 en 2020, soit une baisse de 44 % en 32 ans. Le même mouvement est observé à l'échelle du département qui a perdu pendant cette période 51 % de ses exploitations,. La surface agricole utilisée sur la commune a également diminué, passant de 6 407 ha en 1988 à 5 953 ha en 2020. Parallèlement la surface agricole utilisée moyenne par exploitation a augmenté, passant de 48 à 79 ha.

## Culture locale et patrimoine

### Patrimoine naturel
- Le Trou de Bozouls, cirque calcaire qui fait la réputation du village.
- La cascade du Gourg d'enfer : cascade qui coupe le Dourdou de Conques. Haute de 13 mètres, surplombée par une haute falaise, cette cascade déverse ses eaux dans le « Gourg d’enfer »[64].

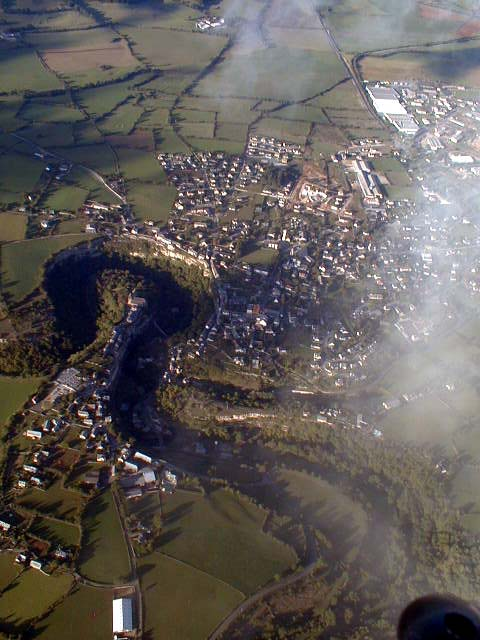
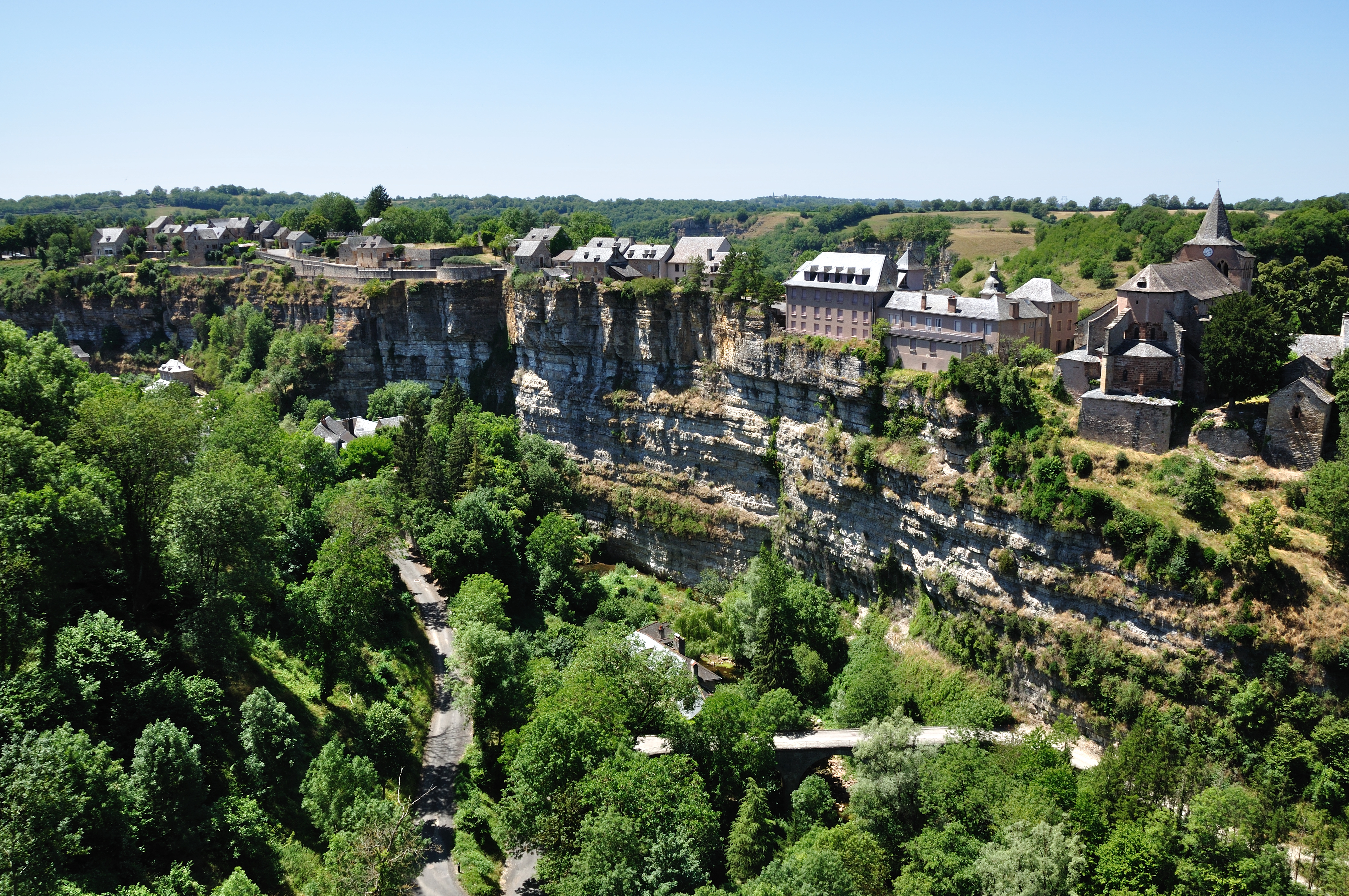
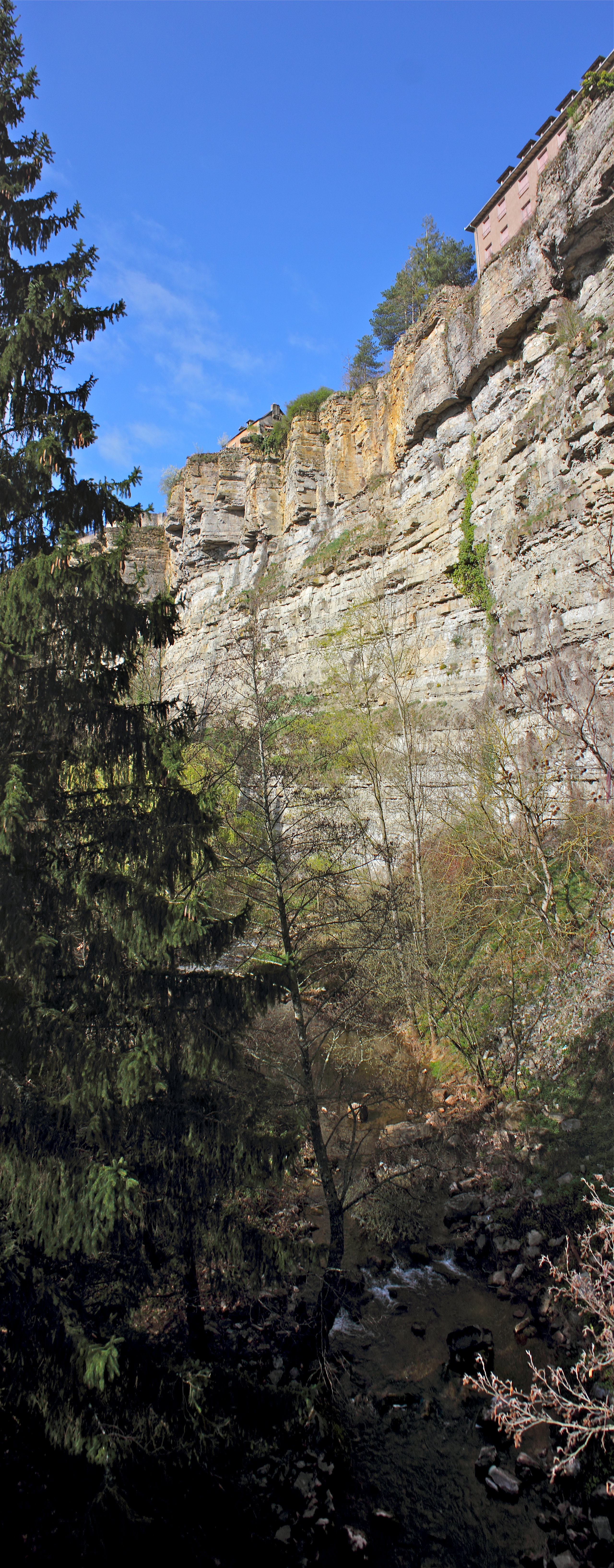

### Édifices religieux
- Église Sainte-Fauste de Bozouls  Inscrit MH (1920)[65] : église romane du XIIe siècle, bâtie de grès rose sur le promontoire rocheux du site. Elle comprend une nef de cinq travées et deux collatéraux forts étroits et un chœur entouré d'un déambulatoire. Les collatéraux ont été construits ultérieurement pour soutenir les murs. En effet, la masse de la voûte commençait à écarter le haut des murs. En observant bien la voûte, on remarque bien que la verticalité des murs n'est pas parfaite.
- Église Saint-Jean-Baptiste d'Aboul  Inscrit MH (1987)[66] construite au XIIe siècle par les Hospitaliers.
- Église Saint-Amans de Gillorgues.
- Ancienne grange monastique de Séveyrac  Inscrit MH (2003)[67].
- Chapelle du Saint Esprit : Édifice du XIIIe de style roman, jadis dans l’ancien cimetière des pauvres. Restes de fresques (Sainte Catherine et Saint Georges) (propriété privée).
- Chapelle Sainte-Catherine de Sainte-Catherine : Au départ de la route vers Barriac, fondée en 1307 mais de style roman. Ancienne dévotion. Il y aurait eu à côté une léproserie.
- Église Saint-Pierre-ès-Liens de Barriac.
- Église Saint-Vincent de Brussac.
- Église Saint-Pie-X de Bozouls : située sur le plateau, rive droite du Dourdou, première pierre bénite en 1962, elle fut réalisée par l’architecte J.P Pecquet. Sa vaste nef dépouillée semble projeter son étrave vers le soleil levant. Le clocher, tel un campanile à l’italienne est détaché de la massive bâtisse.

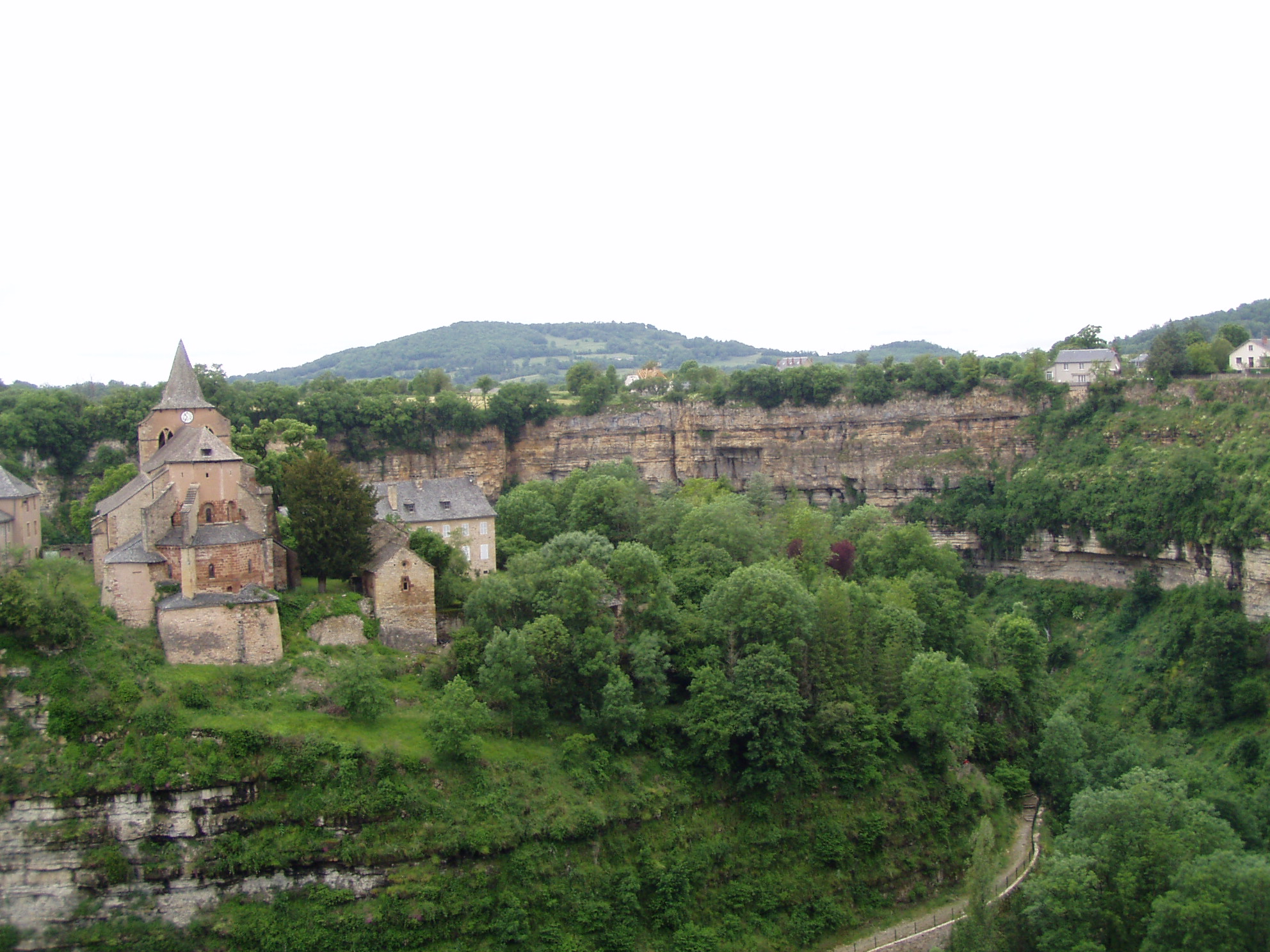
L'église sainte Fauste et le méandre du Dourdou.
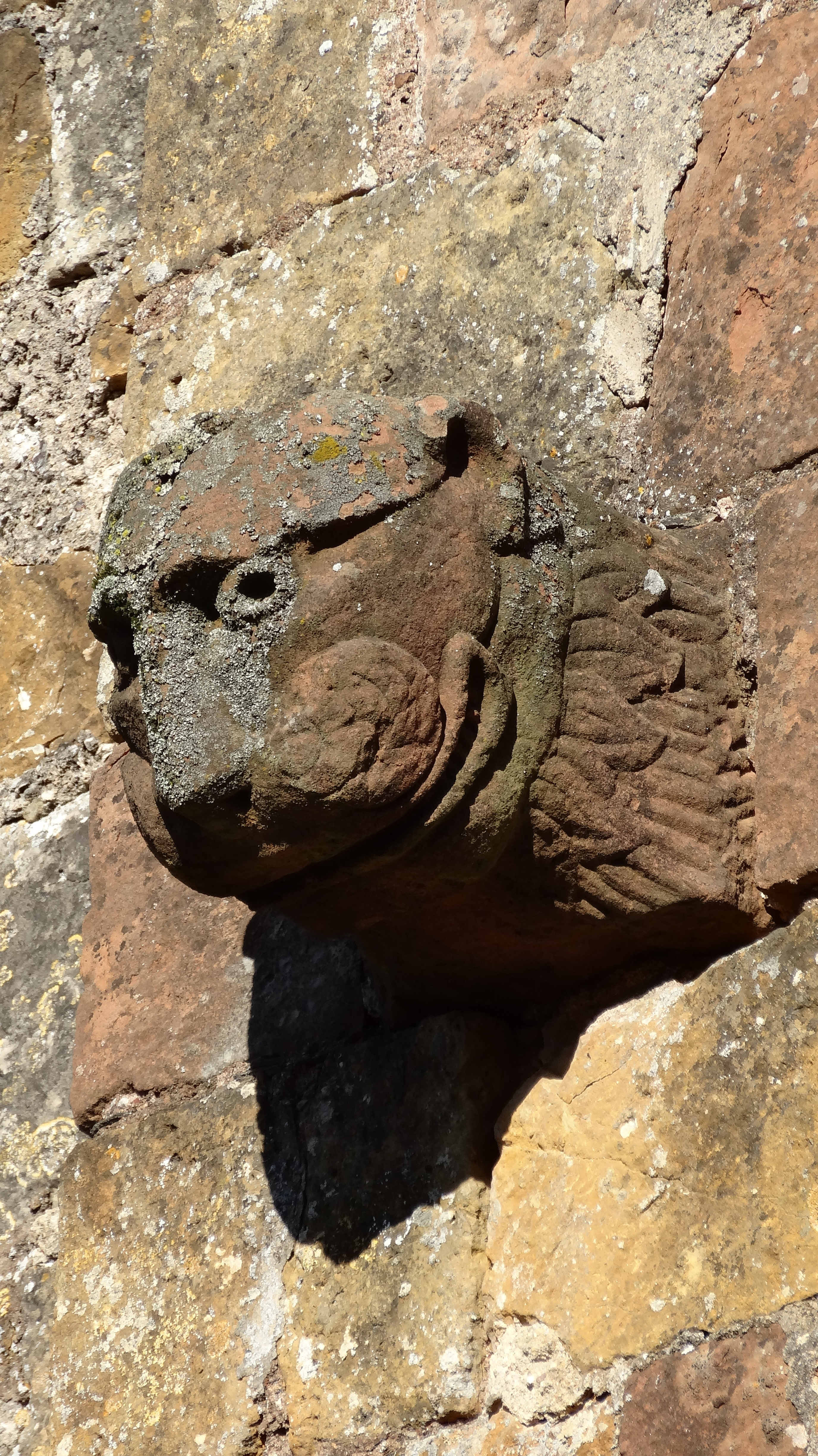
Église d'Aboul Tête de lion.
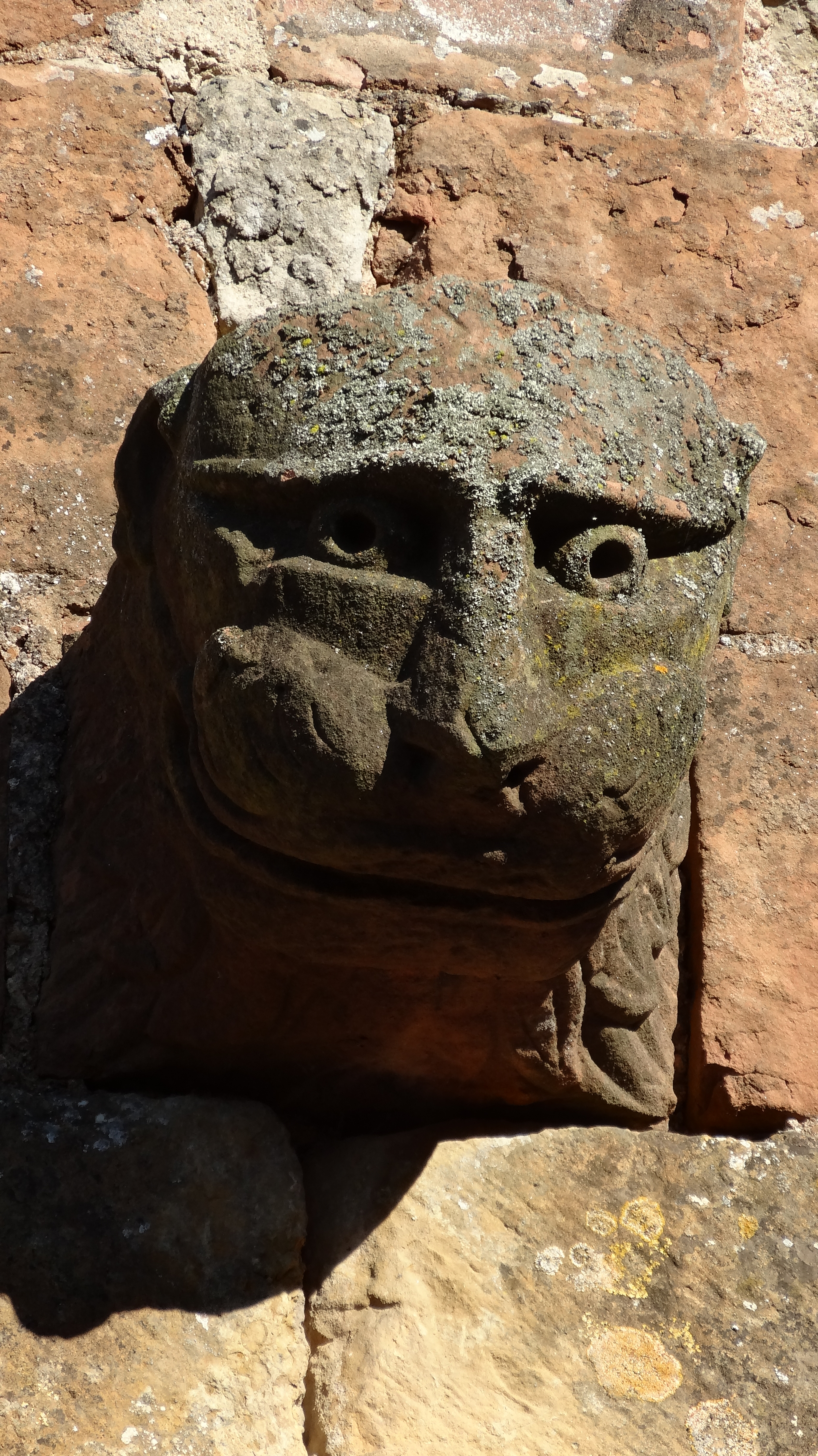
Église d'Aboul Tête de lion.
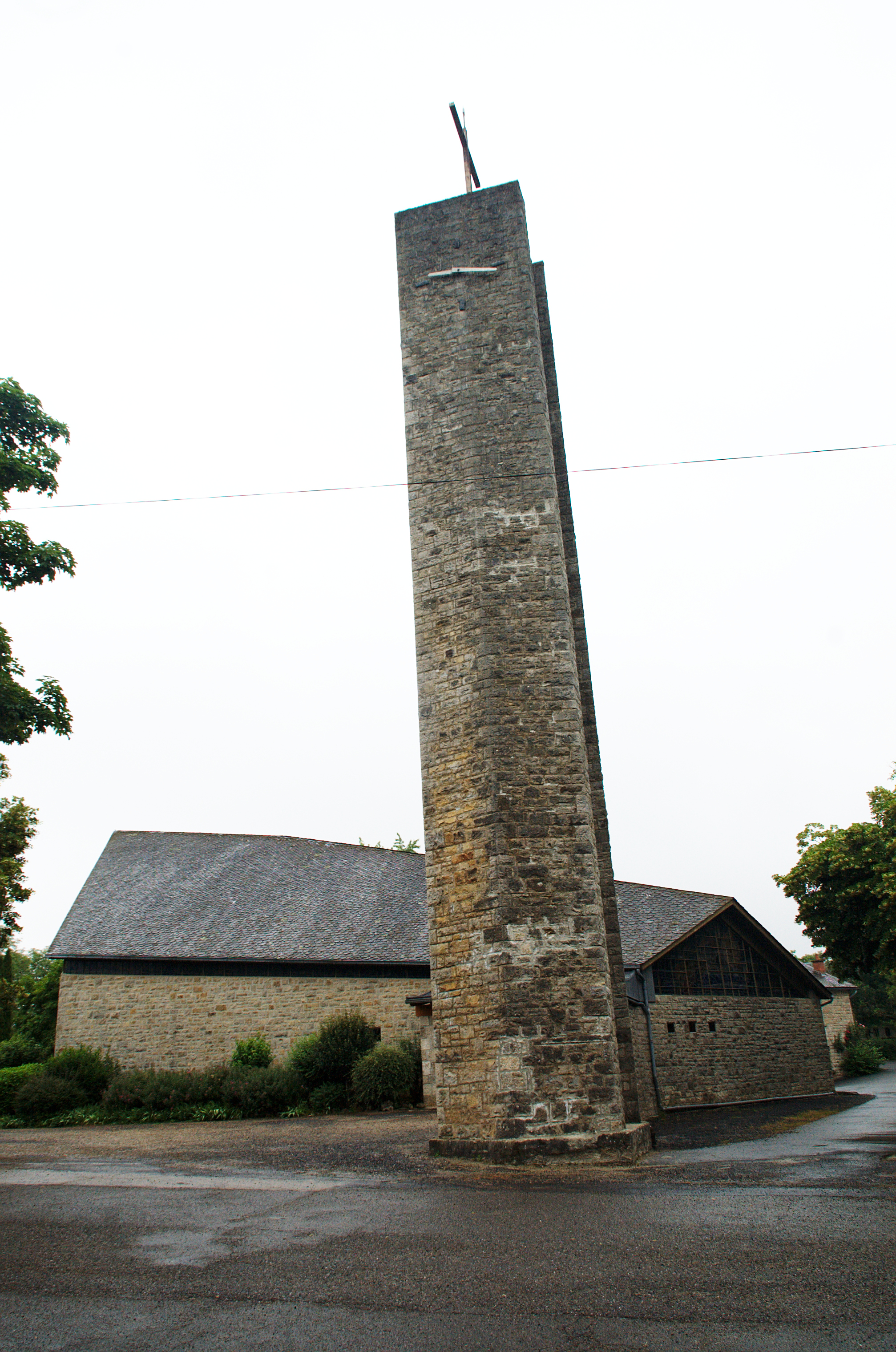
Église Saint Pie X.

### Édifices civils

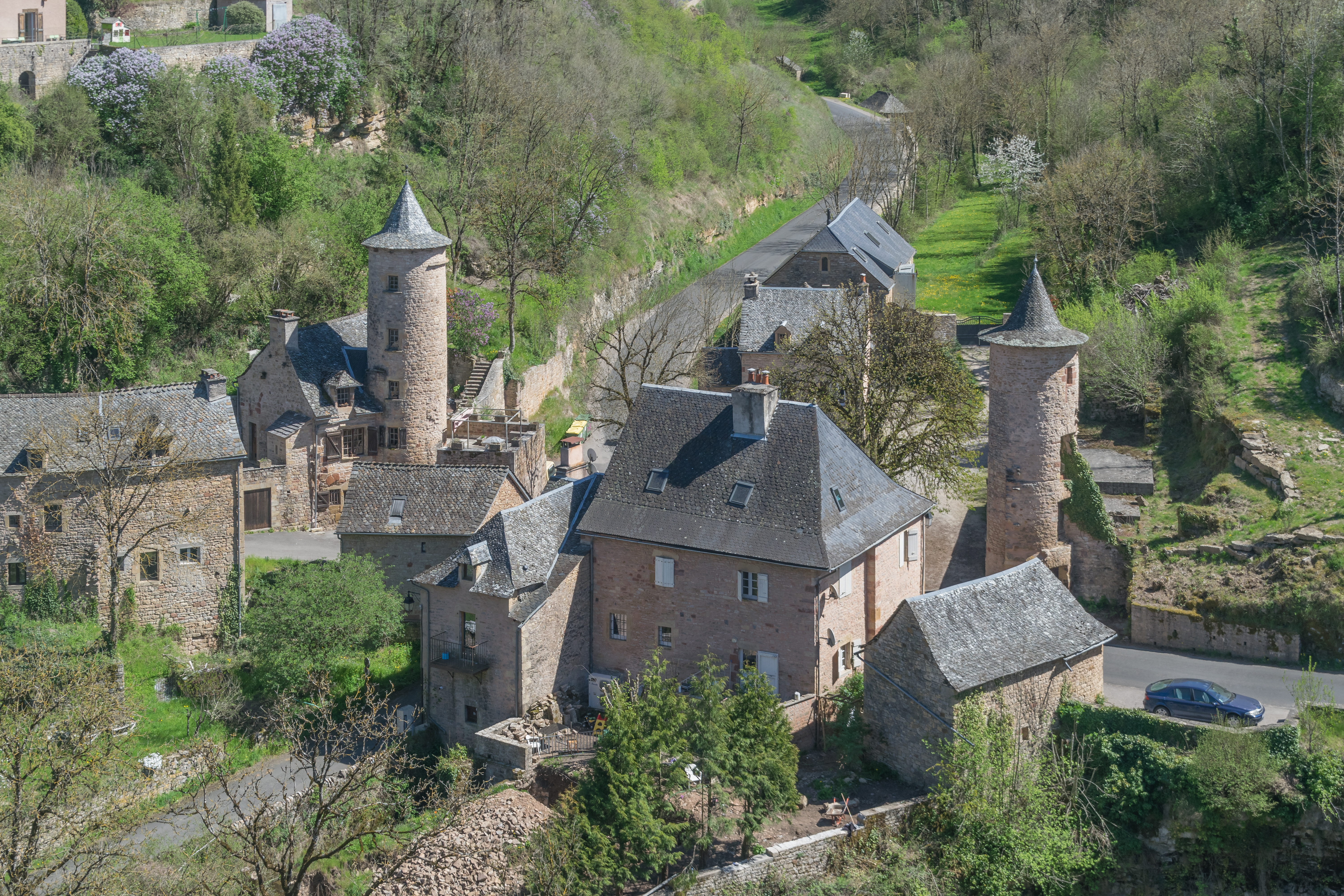

- Les tours sont situées de part et d'autre du goulet d’étranglement par lequel le ravin de l'Alrance débouche dans les gorges du Dourdou. Cette échancrure naturelle était un passage obligé et pratique pour accéder au niveau du Dourdou et le franchir sur un pont situé légèrement en amont. Il est probable que les deux tours subsistantes faisaient partie d’un ensemble surveillant le passage et l'accès à la côte de l'Hospitalet.
- Le quartier dit du « château » comprend l’ensemble des maisons construites sur l'éperon rocheux, au milieu du méandre du Dourdou, où se trouve l'église Sainte Fauste, et où s'élevait jadis un château, résidence secondaire des comtes de Rodez. Si le château a été probablement démantelé, il reste les vestiges d’un rempart barrant l'accès au promontoire côté Sud, seul côté ne bénéficiant pas des protections naturelles de l'escarpement des falaises. L'appareil des « blocs cyclopéens » encore en place, permet d’évoquer une origine très ancienne. Une deuxième fortification devait s'élever près de la place du Portalet (le petit portail). Les temps devenant plus sûrs, le quartier s'étendit alors à l'extérieur des fortifications vers le Sud.
- La fontaine d'Alrance constitue une des grandes sources des causses aveyronnais, après celles de Sorgues et de Salles la Source. Elle est une exsurgence pérenne qui alimente le village en eau potable jusqu'au milieu du XXe siècle d'où son nom de fontaine.
- Le lavoir, alimenté par la fontaine de l'Alrance ;
- Le site archéologique du dolmen de la Fontaine-aux-Chiens  Inscrit MH (1994)[68] ;
- Le jardin d'agrément dit parc du château de Vayssettes, inscrit à l'Inventaire général du patrimoine culturel[69] (visite du parc gratuite)[70].

### Bozouls dans l'Art
- James Dickson Innes, Sur de Francia, Bozouls, Reino Unido, 1908.

### Personnalités liées à la commune
- Bonne de Berry (1367-1435), princesse capétienne de la dynastie Valois, résidait au château.
- Famille de Fleyres seigneurs et barons de Bozouls entre le XVIe et le XVIIIe siècle.
- Louis Puech (1851-1947), homme politique, y est né.
- Denys Puech (1854-1942), sculpteur, frère du précédent, y est né.
- Henri Édouard Vernhes (1854-1926), sculpteur, y est né.
- Raoul Cabrol (1895-1956), caricaturiste, y est né.
- Henri Canonge (1914-1981), ingénieur agronome, ancien directeur de la CNMCCA, y a vécu et y a été président de l'amicale des enfants du canton de Bozouls.
- Joseph Emile Alcide dit "Albert" BILLOD (1881-1944) professeur du secondaire puis d'université Maire de Montpellier du 17 mai 1925 au 19 mai 1929, y est né.

Les fréres Passelac du manoir de Peyrolles
- Jean-Joseph Passelac, né au hameau de Peyrolles en 1773 et mort à Aubignac le 20 septembre 1856. Maréchal de camp, général de brigade, chevalier de Saint-Louis et officier de la légion d'honneur.
- Jean-Antoine Passelac, né au hameau de Peyrolles le 14 septembre 1767 et mort à Aubignac le 2 mars 1848, conseiller de préfecture de l'Aveyron, chevalier de la légion d'honneur.
- Jean-Marie-Antoine- Zéphirin Passelac, né au hameau de Peyrolles le 14 aout 1796 et mort à Aubignac le 16 février 1860, Maire de Bozouls, conseiller général de l'Aveyron, sous préfet d'Espalion, chevalier de la légion d'honneur.
- Adolphe Boisse (1810-1896), homme politique et ingénieur, député de l’Aveyron et géologue : ses travaux d'exploration géologique dans l'Aveyron ont largement inspiré les créateurs du musée « Terra Memoria » à Bozouls. Il possédait le château du Colombié.
- Richard Belzer (1944-2023), acteur américain installé à Bozouls[71].

### Héraldique
| Blason | Blasonnement : Tiercé en pairle : au 1er d'azur aux trois fleurs de lys d'or, au 2e de gueules au léopard lionné d'or, au 3e barré d'or et de gueules de six pièces. |

### Dans la fiction
La mini-série Mister Spade (2024) se déroule principalement à Bozouls et y a en partie été tournée,. 

L'intrigue de la mini-série L'Éclipse se passe à Bozouls où le tournage s'est partiellement effectué.